# Losing Me
A Losing Me Gabrielle Aplin és JP Cooper kislemeze Aplin Dear Happy albumáról, amit 2019. augusztus 14-én adott ki a Never Fade Records és az AWAL. A dalt Aplin, Matthew Prime, Mike Spencer és Nataniel Cyphert írták, producerei Lostboy és Spencer voltak.

## Háttere
A dalt Aplin 2019. augusztus 8-án jelentette be; a következőket mondta róla: „A Losing Me arról szól, hogy mit szeretnél hallani, amikor különösen nehéz időszakon mész keresztül, miközben te is ez a hang vagy valaki más számára, akinek szüksége van rá. Arról szól, hogyan maradjunk kapcsolatban, amikor a modern életben annyi minden van, ami az egység illúzióját keltheti, miközben még inkább egyedül érezzük magunkat. Évek óta nagy rajongója vagyok JP Coopernek, és nagyon örülök, hogy beleegyezett, hogy közreműködjön a dalban. Három évvel ezelőtt láttam JP-t egy fesztiválon akusztikus gitáron játszani, azóta szerettem volna vele dolgozni.”

## Videóklip
A YouTube-ra 2019. augusztus 15-én felkerült klip Aplin szerint arról szól, hogy a modern világban emberekkel körülvéve is érezhetjük úgy, hogy elveszítjük a kapcsolatot a valósággal.

## Helyezés
| Lemezeladási lista (2019        | Legjobb helyezés |
| ------------------------------- | ---------------- |
| Új-zélandi kislemezlista (RMNZ) | 31               |

## Kiadás
| Régió              | Dátum               | Formátum  | Kiadó                   |
| ------------------ | ------------------- | --------- | ----------------------- |
| Egyesült Királyság | 2019. augusztus 14. | Digitális | Never Fade Records AWAL |

## Fordítás
- Ez a szócikk részben vagy egészben  a   Losing Me című angol Wikipédia-szócikk ezen változatának fordításán alapul.  Az eredeti cikk szerkesztőit annak laptörténete sorolja fel. Ez a jelzés csupán a megfogalmazás eredetét és a szerzői jogokat jelzi, nem szolgál a cikkben szereplő információk forrásmegjelöléseként.